# Erichsenia
Erichsenia é um género botânico pertencente à família Fabaceae.